# Tatsumi (film)
Pour les articles homonymes, voir Tatsumi.
Pour plus de détails, voir Fiche technique et Distribution.
Tatsumi (en mandarin 辰巳) est un long métrage d'animation singapourien réalisé par Eric Khoo, sorti au cinéma à Singapour en septembre 2011, et en France le 1er février 2012. Il est consacré à la vie du mangaka japonais Yoshihiro Tatsumi, et est une libre adaptation de son manga Une vie dans les marges (Gekiga hyōryū) ainsi que de cinq de ses nouvelles.

## Synopsis
Le film alterne les souvenirs de Yoshihiro Tatsumi, qui évoque ses débuts et sa progression, et des histoires indépendantes, adaptées de ses œuvres.
Hell
À Hiroshima après le bombardement atomique, un photographe prend un cliché qui deviendra un symbole poignant plus tard.
Beloved Monkey
Un ouvrier solitaire, qui vit avec un singe, tombe amoureux d'une jeune femme rencontrée par hasard.
Just a Man
Un cadre sur le point de partir à la retraite, ignoré de tous dans son entreprise et méprisé par sa femme, décide de tromper celle-ci pour se venger.
Occupied
Un auteur de manga qui a perdu l'inspiration voit sa passion pour le dessins renaître à la suite de la découverte de graffitis obscènes.
Good-Bye
Une prostituée japonaise se voit demander par son client, un soldat américain, de l'épouser et de venir avec lui aux États-Unis.

## Fiche technique
- Titre français : Tatsumi
- Titre original : 辰巳, Tatsumi
- Réalisation : Eric Khoo
- Montage : Taufik Ramadhan
- Direction artistique : Widhi Saputro
- Musique originale : Christine Sham
- Sociétés de production : Infinite Frameworks Pte. Ltd., Zhao Wei Films
- Société de distribution : Golden Village Pictures (Singapour, sortie en salles)
- Pays :  Singapour
- Langue : japonais
- Durée : 96 minutes
- Dates de sortie :
  -  Singapour : 15 septembre 2011
  -  France : 1er février 2012

## Production
Tatsumi est consacré à la vie du mangaka japonais Yoshihiro Tatsumi. Le scénario est une libre adaptation de son manga Une vie dans les marges (Gekiga hyōryū) ainsi que de cinq de ses nouvelles : L'Enfer, Monkey mon amour, Juste un homme, Occupé et Good bye.
Le film est projeté en avant-première mondiale au Festival de Cannes le 17 mai 2011.

## Accueil critique
Lors de sa sortie en salles en France, le film reçoit dans l'ensemble un très bon accueil de la critique.
Parmi les critiques les plus favorables, celle de Julie Corre, dans Le Parisien, accorde au film la note maximale et le juge poétique et bouleversant. Elle apprécie la façon dont le film combine l'autobiographie avec les cinq nouvelles, et estime le film proche tantôt de Valse avec Bashir, tantôt du Tombeau des lucioles. Dans Le Monde, Thomas Sotinel apprécie la façon dont l'animation, en apparence sommaire, élabore une esthétique qui met bien en valeur l'univers visuel de Yoshihiro Tatsumi. C'est également le cas de Julien Gester dans Libération, pour qui « l'émerveillement se niche dans la plasticité de l'adaptation d'Eric Khoo », capable de reproduire la diversité des styles graphiques adoptés par le mangaka et l'évolution de son œuvre au fil du temps. Thierry Méranger, dans Les Cahiers du cinéma, conclut également que « la comédie humaine de Khoo, à la fois biopic animé, adaptation amère et film à sketches chatoyant réussit l'impossible challenge de se hisser à la hauteur du talent de Tatsumi. »
Certains critiques, bien que globalement favorables, reprochent au film des défauts de rythme. Dans Télérama, Cécile Mury trouve que « Pris séparément, chacun des contes est une miniature fascinante et vénéneuse. Ensemble, ils s'affaiblissent un peu », et que les séquences adaptées du manga autobiographique de Tatsumi Une vie dans les marges « ajoutent à la confusion ». Dans Écran large, Simon Rieux signe une critique globalement favorable où il apprécie l'humilité du réalisateur, capable de s'effacer derrière son sujet sans en faire trop pour autant, et le fait que le film est « toujours accessible au novice » ; il juge les différents courts métrages adaptés des nouvelles « inventifs, et souvent poignants ». Il estime cependant que « les maladresses ne manquent pas, et empêchent le long-métrage d'atteindre sa cible au cœur » : les transitions entre les séquences lui paraissent négligées et le style des différentes scènes trop uniforme, ce qui « finit par installer un regrettable mélange de confusion et de lassitude ». Il reconnaît toutefois au film le mérite de sa finesse et de sa pédagogie, et le fait que Khoo invente « une forme inédite, qui ne choisit jamais entre narration et documentaire. »
Yoshihiro Tatsumi lui-même se dit satisfait du travail d'Eric Khoo et désireux d'adapter à nouveau ses mangas au cinéma à l'avenir.